# Nycterosea exagitata
Nycterosea exagitata là một loài bướm đêm trong họ Geometridae.